# کریستوفر لوریا
کریستوفر لوریا (به انگلیسی: Christopher Loria) فضانورد اهل ایالات متحده آمریکا است که در ۹ ژوئیهٔ ۱۹۶۰ میلادی در نیوتون، ماساچوست زاده شد.